# Trolejbusová doprava v Bratislavě

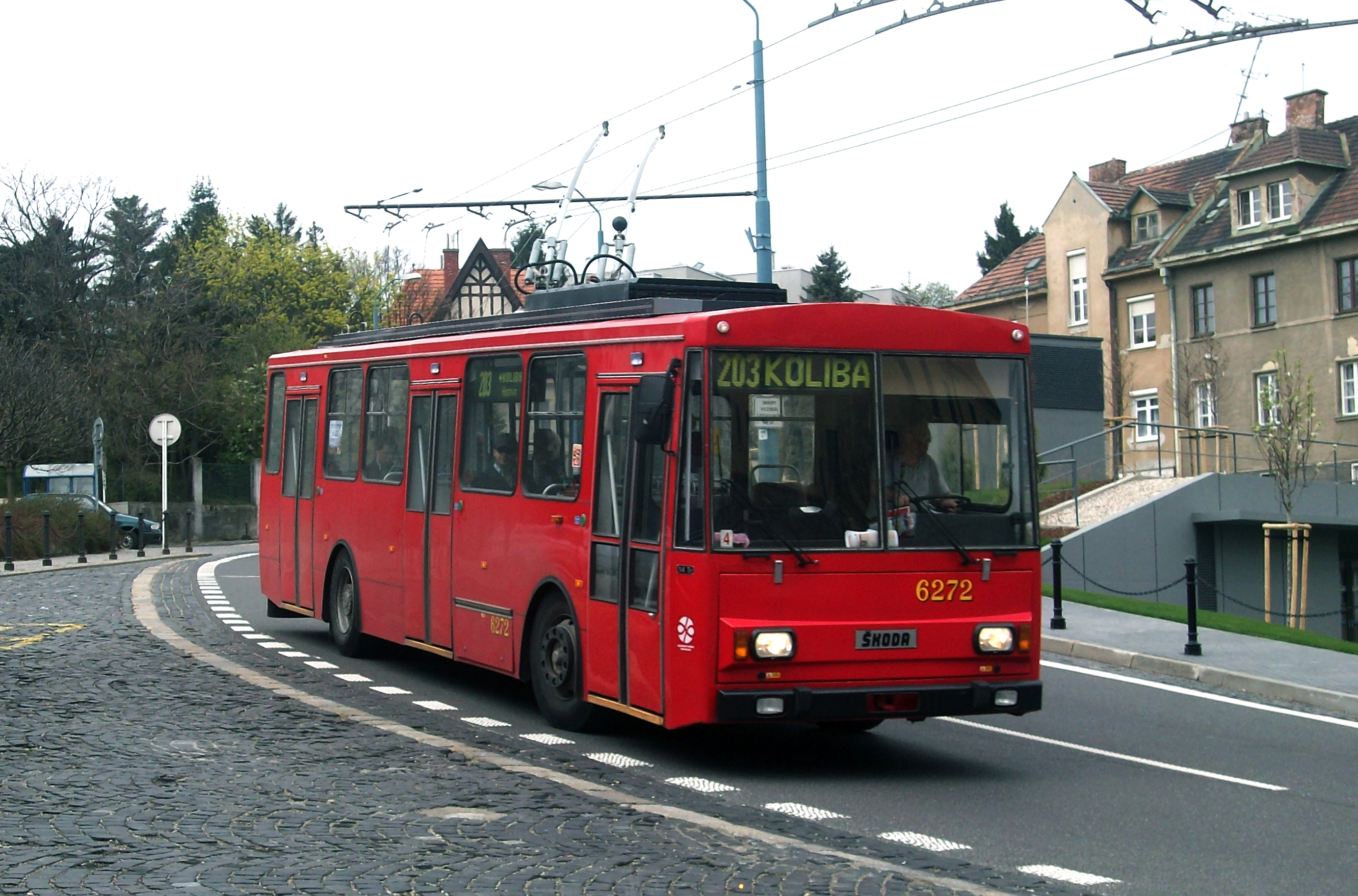
Vůz Škoda 14Tr v městském nátěru

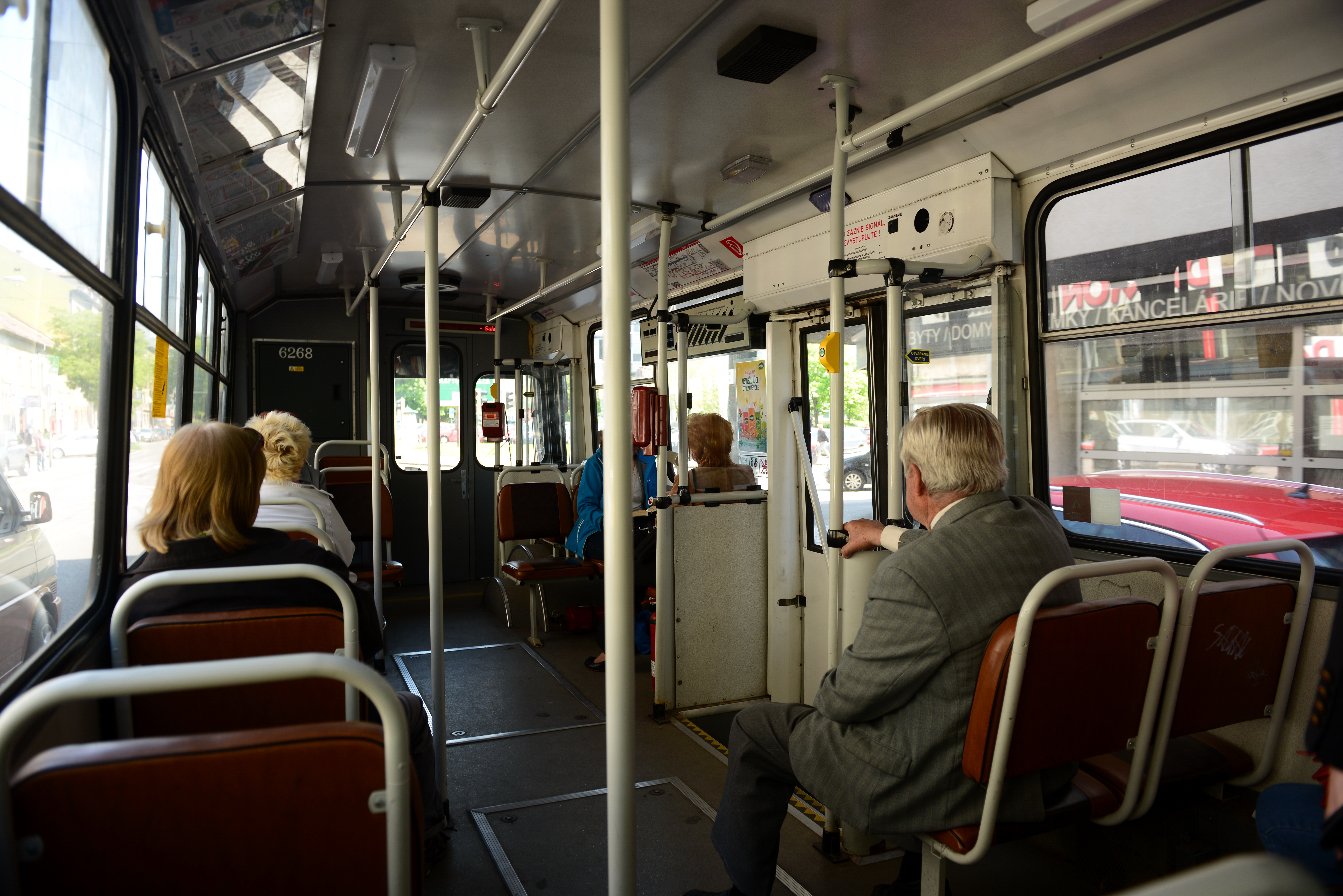
Interiér Škody 14Tr

Hlavní město Slovenska, Bratislava, je jedním z pěti měst v zemi, kde se nachází síť trolejbusové dopravy. Jejím provozovatelem je Dopravný podnik Bratislava, a. s. (DPB).

## Historie

### 1909–1915: První experiment
Na rozdíl od ostatních provozů se historie bratislavských trolejbusů začala psát již velmi brzy, a to 19. července 1909. Jednalo se o druhý systém svého druhu na území dnešního Slovenska (ten první se nacházel ve Vysokých Tatrách a byl předchůdcem Tatranské elektrické železnice). První bratislavská trolejbusová trať vedla z Pražské ulice k tehdejší Rothově továrně na patrony ve Vydrické dolině. Její celková délka činila 5 800 m, nasazeno na ni bylo 7 trolejbusových vozidel.
Vzhledem k technickým problémům však tento provoz vydržel jen 6 let, 4. února 1915 byl ukončen. Po celé meziválečné období zůstala tak Bratislava zcela bez tohoto druhu dopravy, o jejím obnovení se začalo mluvit až těsně před druhou světovou válkou.

### 1941–1960: Opětovný rozvoj
K realizaci došlo ve válečných letech, první nová trať spojila Slovenské národní divadlo a hlavní nádraží. Stavěla se mezi březnem a červencem 1941 a 31. července téhož roku na ní slavnostně zahájila provoz linka M, na kterou bylo nasazeno 14 vozidel MAN-Sodomka-Siemens německo-české výroby. Nedlouho poté přibyla další linka (označená písmenem P) vedoucí opět k továrně na patrony, podobně se objevily ještě i tratě další. Vozy jezdily pod napětím 550 V.
Ani poválečná obnova nezhatila zavádění a stavbu nových trolejbusových tratí a linek, a to i přestože došlo při osvobozování města k těžkým ztrátám v infrastruktuře. Zrušilo se označení jednotlivých linek písmeny, nově se tak používala čísla, stejně jako ve zbytku republiky. Od roku 1951 se v ulicích začaly objevovat i trolejbusy typu Škoda 7Tr, první vozy od Škody Ostrov. Éra trolejbusů od tohoto výrobce trvá v bratislavské síti dodnes. 
Od roku 1953 se lze pak trolejbusem svézt též i na Trnavské mýto, o další dva roky později i na Šafárikovo náměstí. V 50. letech byl zaváděn samoobslužný provoz.

### 1961–1990: Útlum a stagnace
Zatímco do 60. let prodělávaly trolejbusy rozvoj (postavena byla většina dnešní sítě), od 60. let se naopak začalo s útlumem elektrické trakce vůbec, preferována byla autobusová doprava. trolejbusové tratě se zkracovaly, přesměrovávaly a různě upravovaly, mnohé nakonec byly i zrušeny. Některé z linek trolejbusů nahradily autobusy zcela. 
Po ropné krizi a návratu trolejbusů a tramvají opět na scénu se začalo opět s budováním nových tratí. Stávající linky se přečíslovaly, takže nově obsadily číselnou řadu 200 a výše. Pomohlo to tramvajové dopravě, která již nebyla omezena na pouhých deset linek.
Celkem jezdilo okolo 10 trolejbusových linek (210 až 220), hlavním těžištěm celé sítě je nyní východní část města.

### Od 1991: Nová doba
Rozvoj trolejbusových tratí pokračoval rovněž i v této době, avšak pomalejším tempem. V roce 1999 byly otevřeny tratě k Národnému ústavu srdcových chorôb a Národnému onkologickému ústavu. 4. září 2006 byla otevřena trať mezi zastávkami Molecova a Kuklovská na Dlhých dielech, která ovšem není napojena na zbytek trolejbusové sítě, proto zde mohou jezdit pouze trolejbusy Škoda 25Tr vybavené pomocnými naftovými agregáty.
Dne 27. března 2012 došlo ke zprovoznění tratě Pražská (křižovatka se Stromovou) – Hroboňova s nácestnou smyčkou v ulicích Brnianska a Prokopa Velikého, která byla postavena předchozí rok. Nový úsek o délce 2,2 km (dvoustopě) stál 2,4 milionů eur a kromě zavedení pravidelné trolejbusové linky umožnil snížení počtu jalových kilometrů u vozů vyjíždějících či vracejících se do vozovny Hroboňova. Další nová trať byla dána do provozu 7. září 2014, jedná se o zhruba 400 m dlouhý úsek po ulici Trenčianské z původní konečné Ružová dolina do nové zastávky Mliekárenská.

## Linkové vedení
Stav k 25. červenci 2025. Barvy linek odpovídají označením v jízdních řádech a dopravních schématech Dopravního podniku Bratislava.
| Linka       | Začátek               | Konec                              |
| Denní linky | Denní linky           | Denní linky                        |
| ----------- | --------------------- | ---------------------------------- |
| 33          | Riviéra               | Dlhé diely                         |
| 40          | Hlavná stanica        | Nové SND                           |
| 42          | Červený most          | Cintorín Vrakuňa                   |
| 44          | Hlavná stanica        | Koliba                             |
| 45          | Červený most          | Kramáre, Národný onkologický ústav |
| 47          | Červený most          | Zimný štadión                      |
| 49          | Ružinov, Mliekárenská | Kramáre, NOÚ / Kramáre, NÚSCH      |
| 60          | Trnávka, Rádiová      | Rajská                             |
| 61          | Hlavná stanica        | Letisko / Airport                  |
| 64          | Ružinov, Jelačičova   | Staré mesto, Valašská              |
| 71          | Hlavná stanica        | Stn. Vrakuňa                       |
| 72          | Rajská                | Stn. Vrakuňa                       |
| Noční linky |                       |                                    |
| N44         | Hodžovo nám.          | Koliba                             |
| N47         | Hodžovo nám.          | Staré mesto, Valašská              |
| N72         | Hodžovo nám.          | Stn. Vrakuňa                       |

## Vozový park

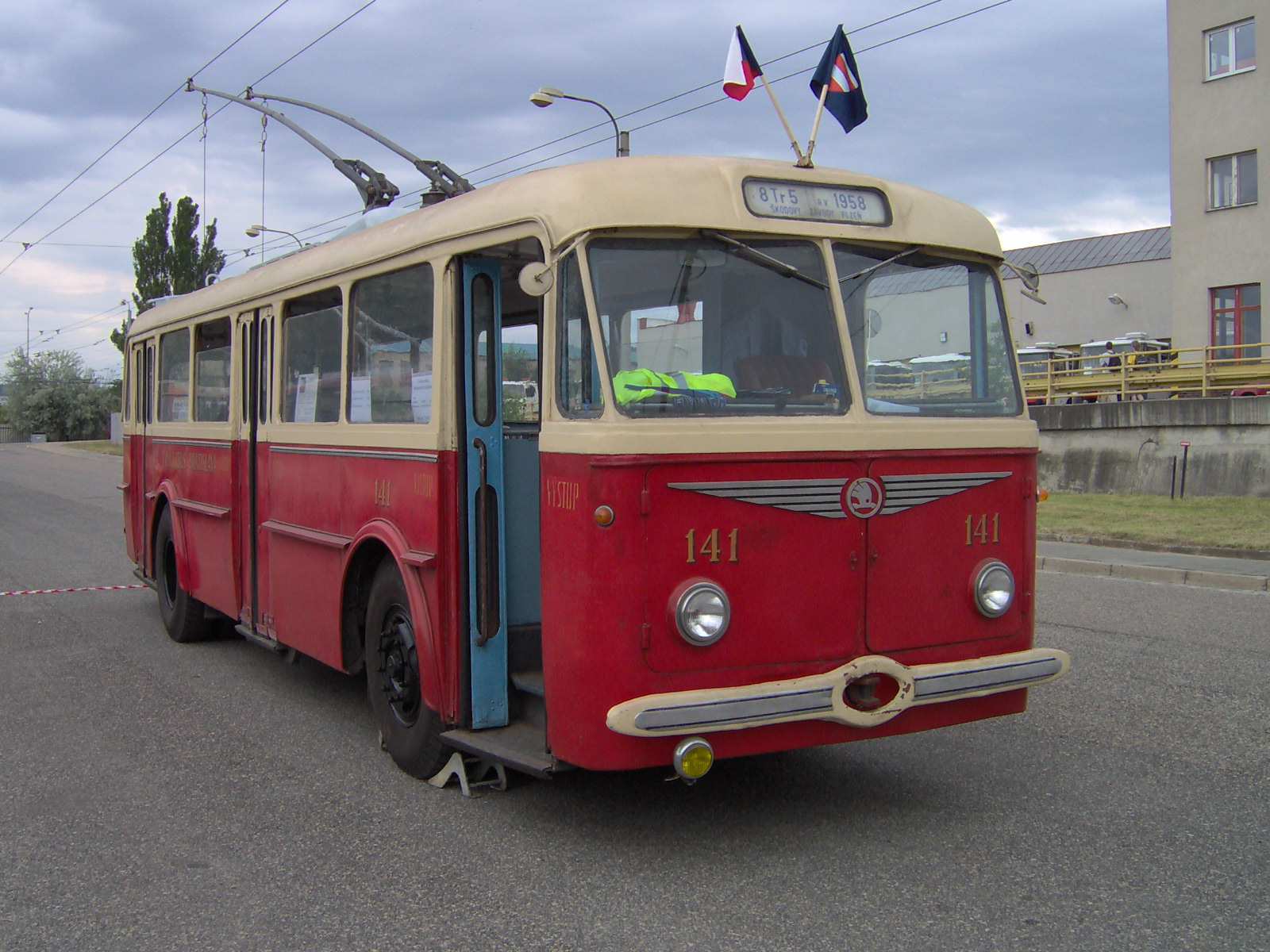
Bratislavský trolejbus 8Tr v Brně jako exponát TMB

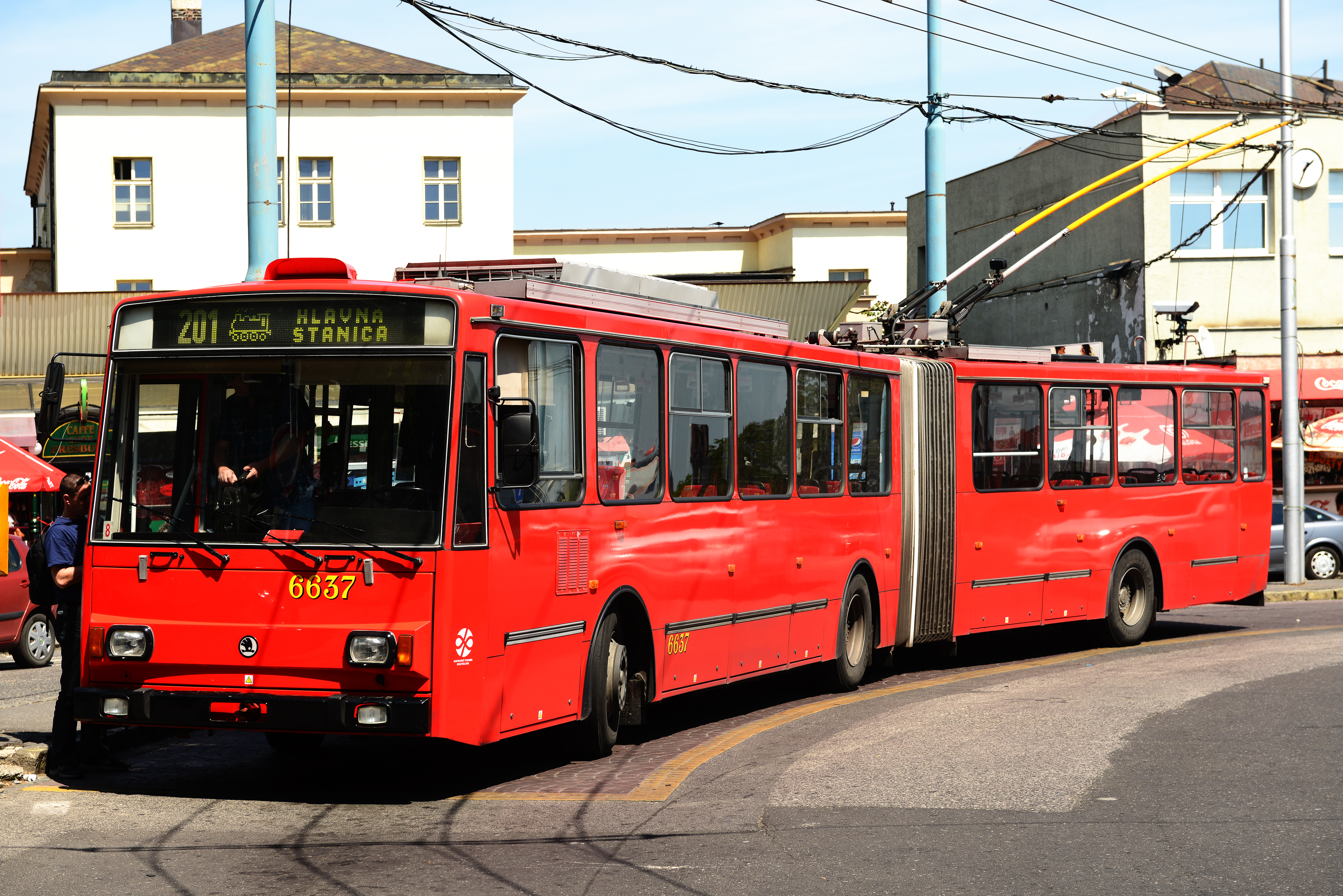
Bratislavská Škoda 15TrM

Vozový park první bratislavské tratě z roku 1909 zahrnoval sedm trolejbusů konstrukce Mercédès-Électrique-Stoll, z nichž dva vozy měly uzavřenou karoserii, čtyři otevřenou vozovou skříň (tzv. letní provedení) a jeden byl nákladní. Vyřazeny byly roku 1914 s ukončením provozu na trati. V roce 2021 byla v Českých Velenicích dokončena výroba repliky otevřeného bratislavského trolejbusu, a to ve formě bateriového elektrobusu. Postaven byl na základě dobových fotografií.
Pro zahájení provozu bratislavských trolejbusů v roce 1941 bylo dodáno celkem 14 vozů MAN-Sodomka-Siemens. Všechny byly vyřazeny ve druhé polovině 50. let.
Prvními novými vozidly po druhé světové válce se staly trolejbusy FBW-Oerlikon. Tyto vozy byly u výrobce objednány již v roce 1943, do Bratislavy se dostaly až na jaře 1947. Trolejbusy tohoto typu byly vyřazeny v polovině 60. let.
Na začátku 50. let se v Bratislavě objevily první trolejbusy Škoda 7Tr. Jezdilo jich zde celkem 13 (z toho tři ojeté z Českých Budějovic). Všechny vozy byly vyřazeny v polovině 60. let.
V první polovině 50. let bylo zakoupeno 25 mohutných, třínápravových trolejbusů Tatra 400. Tyto výkonné a spolehlivé vozy byly vyřazeny v průběhu 60. let.
V roce 1957 byla dodána první nová vozidla typu Škoda 8Tr, která se na první pohled nelišila od svého předchůdce, typu 7Tr. Celkem jich v Bratislavě jezdilo 57, vyřazovány byly v první polovině 70. let.
Legendární trolejbusy Škoda 9Tr byly do Bratislavy dodávány v letech 1962 až 1981 v několika modifikacích (9Tr, 9TrH, 9TrHT). Dopravní podnik jich zakoupil celkem 168, jde tedy o nejpočetnější typ bratislavských trolejbusů. Vyřazovány byly od poloviny 70. let (ty nejstarší) do roku 1993.
V roce 1967 byly dodány tři vozy Škoda T 11 z ověřovací série. Kromě Plzně (a nakrátko také Brna) byla Bratislava jediným městem, kde jezdil tento typ trolejbusů (celkem jich bylo vyrobeno 8). V hlavním slovenském městě byly vyřazeny v letech 1978 a 1979.
Nástupce vozu 9Tr, Škoda 14Tr, se poprvé v Bratislavě objevil v roce 1982, kdy byly do města dodány tři vozy z ověřovací série. V následujících letech dodávky pokračovaly, do roku 1991 jich bylo dodáno celkem 115. Právě na začátku 90. let byly zrušeny první tři dodané vozy z důvodu závažných nedostatků na karoserii. Další vozy byly vyřazovány od roku 1995, ovšem z důvodu nedostatku finančních prostředků pro nákup nových trolejbusů, byly od roku 2004 zahájeny modernizace nákupem nových vozových skříní.
V polovině 80. let začaly v Bratislavě jezdit kloubové trolejbusy Škoda-Sanos S 200. Celkem jich bylo dodáno 20. Vyřazovány byly postupně v 90. letech. V 90. letech přibyly kloubové trolejbusy Škoda 15Tr a jejich modernizovaná varianta Škoda 15TrM. Bylo jich zakoupeno celkem 39, v roce 2009 je doplnily dva ojeté vozy z Česka.
V roce 2004 se objevil i první (a také jediný) vůz Škoda 21Tr, historicky první nízkopodlažní trolejbus na Slovensku. V důsledku poruch však bývá často odstavený. V roce 2006 byl vozový park doplněn šesti nízkopodlažními kloubovými vozy Škoda 25Tr, které jsou vybavené pomocným naftovým agregátem.
V dubnu 2013 bylo vyhlášeno výběrové řízení na 80 nových trolejbusů (s opci na další 40 vozů), které za 41,620 milionů eur vyhrála Škoda Electric se standardními vozy Škoda 30Tr (15 ks + 15 ks s pomocným dieselagregátem) a s kloubovými vozy Škoda 31Tr (50 ks + 20 ks na základě opce), přičemž první trolejbusy byly dodány na jaře 2014 a poslední na jaře 2015. Všechna vozidla jsou vybavena klimatizací prostoru pro cestující. Ve druhé polovině roku 2021 vyhrála Škoda Electric ve spolupráci se společnostmi Solaris Bus & Coach a Solaris Slovakia s modelem Škoda-Solaris 24m, který disponuje karoserií Solaris Trollino 24 a výzbrojí Škoda BlueDrive, výběrové řízení na dodávku 16 tříčlánkových trolejbusů. Vozy mají být nasazeny na linku 71 do 20 měsíců od podpisu smlouvy. První z nich byl vypraven do zkušebního provozu s cestujícími 16. listopadu 2023. Škoda Electric rovněž uspěla na dodávku 23 kloubových parciálních trolejbusů Škoda 27Tr, první z nich byl vypraven do zkušebního provozu s cestujícími 25. října 2023. V soutěži na dodávku 11 parciálních trolejbusů standardní délky zvítězil v roce 2022 SOR Libchavy s vozy SOR TNS 12 s výzbrojí od firmy Cegelec. Po problémech s dodávkami některých komponent výzbroje od firmy Cegelec byl ale její dodavatel změněn na Škodu Electric. V tomto roce[kdy?] vyjely naposledy do ulic na pravidelné linky vozy typu 14Tr.[zdroj⁠?!] Dne 5. listopadu 2023 byl ukončen provoz trolejbusů Škoda 15TrM (a tedy i celé řady 15Tr). Dne 3. února 2024 začal pravidelný provoz parciálních trolejbusů Škoda 27Tr na linkách 40 a 61 a tříčlánkových trolejbusů Škoda-Solaris 24m na lince 71. Dne 29. března 2024 začal pravidelný provoz parciálních trolejbusů SOR TNS 12 na lince 44,[zdroj⁠?!] naopak 28. června 2024 naposledy vyjely do pravidelného provozu trolejbusy Škoda 25Tr. Poslední dva provozní vozy byly zkušebně ještě vypraveny na běžnou linku během tří dnů v září (naposledy 18. září) a dne 21. září 2024 se uskutečnilo na zvláštní lince slavnostní rozloučení s tímto typem.
V osobním provozu jsou následující typy trolejbusů:
| Obrázek      | Typ               | Modifikace a podtypy     | Dodávky v letech (celkové dodávky) | Počet (k 12. 10. 2024) |
| ------------ | ----------------- | ------------------------ | ---------------------------------- | ---------------------- |
| Škoda 21TrAC | Škoda 21Tr        | Škoda 21TrAC             | 2003 (2003)                        | 1                      |
| Škoda 30Tr   | Škoda 30Tr        | Škoda 30Tr, Škoda 30TrDG | 2014–2015 (2014–2015)              | 50                     |
| Škoda 31Tr   | Škoda 31Tr        | Škoda 31Tr               | 2014–2015 (2014–2015)              | 70                     |
| Škoda 27Tr   | Škoda 27Tr        | Škoda 27TrA              | 2023 (2023)                        | 23                     |
|              | Škoda-Solaris 24m | Škoda-Solaris 24m        | 2023 (2023)                        | 16                     |
| SOR TNS 12   | SOR TNS 12        | SOR TNS 12 A02           | 2023 (2023)                        | 11                     |

Kromě těchto vozů vlastní DPB také několik historických vozidel. Jedná se o trolejbusy FBW-Oerlikon, Škoda 9Tr (2 vozy), Škoda-Sanos S 200, Škoda 14Tr a Škoda 15TrM. Bratislavský trolejbus Škoda 8Tr se nachází v Brně a je majetkem tamního Technického muzea.

## Vozovny
- Vozovna Hroboňova
- Vozovna Trnávka
- Vozovna Jurajov dvor